# Summer Love
„Summer Love“ je pjesma američkog pjevača i tekstopisca Džastina Timberlejka sa njegovog drugog studijskog albuma, „FutureSex/LoveSounds“ (2006). Napisali su je i producirali Timberlejk, Tim Mouzli Timbalend i Nejt Hils. Pjesma je objavljena nakon dvogodišnje Timberlejkove pauze uzrokovane njegovom prezasićenošću muzikom posle izlaska njegovog debitantskog solo albuma „Justified“ iz 2002. „Summer Love“ je dens i pop pjesma koja govori o želji da se produži jedna obična ljetnja veza. Neki od korišćenih instrumenata u pjesmi su klavijature, udaraljke i gitare a čak je i pljeskanje dlanova ubačeno kao dio instrumentizacije.
„Summer Love“ je generalno pozitivno ocijenjena od strane muzičkih kritičara od kojih su je neki uporedili sa pjevačevim radom dok je bio u bendu En Sink. Dosegla je šesto mjesto na američkoj top-listi „Bilbord hot 100“ i prvo pjesto na listi pop pjesama. Sertifikovana je platinastim tiražom u Sjedinjenim Državama od strane Američkog udruženja diskografskih kuća za prodaju od preko milion primjeraka. Pjesma se našla na desetoj poziciji u Belgiji i u Kanadi. „Summer Love“ je izvođena uživo tokom Timberlejkove druge svetske turneje FutureSex/LoveShow 2007.